# Фалунские рудники

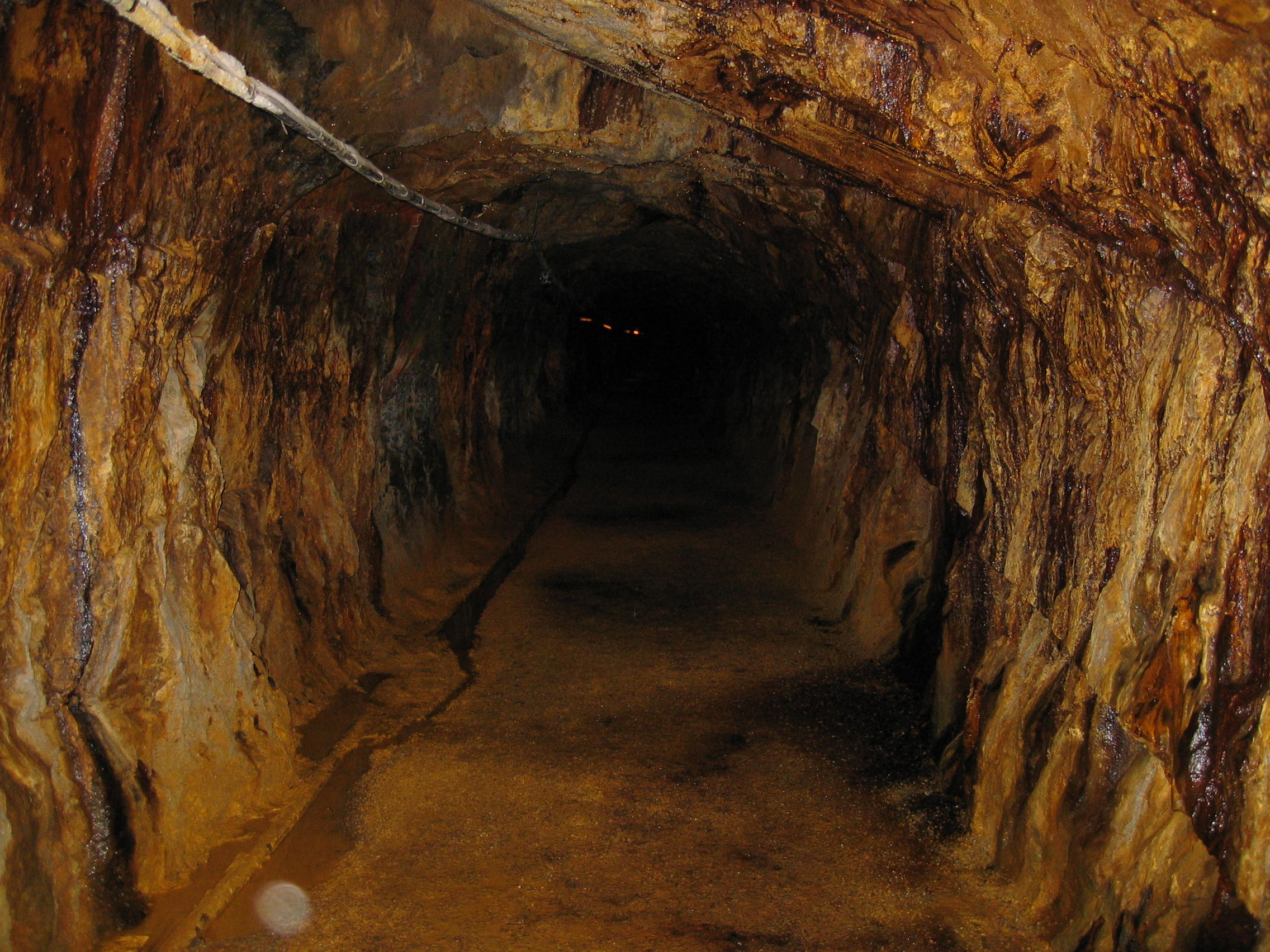
Действие новеллы происходит в медных рудниках Фалуна

«Фалунские рудники» (устар. «Фалунские рудокопни», нем. Die Bergwerke zu Falun) — новелла Э. Т. А. Гофмана из первого тома книги «Серапионовы братья» (1819).

## Сюжет
Главный герой рассказа — молодой шведский моряк Элис Фрёбом — впадает в уныние после смерти горячо любимой матери. В порту Гётеборга ему является старичок и увлекает рассказами о минеральных чудесах в медные рудники Фалуна. Своим трудолюбием Элис приобретает уважение других рудокопов и хозяина рудника, который прочит за него свою дочь Уллу.
Под влиянием всё того же старичка сердце Элиса пленяет являющаяся ему в сновидениях царица горы. Даже накануне свадьбы с Уллой он продолжает грезить о ней. Согласно поверьям, старичок этот — дух фанатично преданного своему ремеслу рудокопа Торбьерна, который погиб при великом обвале фалунских шахт в 1687 году. В самый день бракосочетания Элис, окончательно утратив рассудок, убегает в шахту, где происходит новый обвал.
Через 50 лет рудокопы откапывают кристаллизовавшееся тело Элиса. Никто не может понять, кто это такой, пока его не признаёт едва способная ходить старуха. Это Улла, которая все эти годы ждала исполнения предсказания Торбьерна о том, что она ещё раз увидит своего Элиса на этой земле.

## Анализ
Гофман позаимствовал сюжет у Хебеля, который в новелле «Горняк из Фалуна» (1811) рассказал о реальном случае обнаружения в 1719 г. мумифицированного тела фалунского горняка, в котором одна старуха узнала своего пропавшего возлюбленного.
Символическая составляющая рассказа восходит к знаменитой новелле Тика «Руненберг» (1804), в которой детальное противопоставление органической и неорганической природы кодирует противопоставление жизни в лоне семьи и одинокого творческого порыва.
В психоаналитической трактовке протагонист, обезумев после смерти матери, пытается символически воссоединиться с ней не в мирном браке с обычной девушкой, а в безумном единении с потусторонней «царицей горы». Разрываясь между импульсами либидо и деструдо, Элис выбирает последнее.

## Производные сочинения
- Либретто Рихарда Вагнера для оперы «Рудники Фалуна».
- Опера Рудольфа Вагнера «Рудники Фалуна» (1958, поставлена 1961).
- Символистская драма Гофмансталя «Рудник в Фалуне» (1899).
- С сюжетом новеллы перекликаются сказы П. Бажова о Хозяйке медной горы[4].